# غريب (الرضمة)

تعديل مصدري - تعديل

غريب محلة تابعة لقرية قبلي، التابعة لعزلة شيزر بمديرية الرضمة إحدى مديريات محافظة إب في الجمهورية اليمنية.، بلغ تعداد سكانها 25 حسب تعداد اليمن لعام 2004.